# Šerm na Letních olympijských hrách 2000
Šerm na Letních olympijských hrách 2000 rozdělil deset sad medailí, po třech zlatých získaly Rusko a Itálie. Soutěže se od 16. do 24. září konaly v Sydney Exhibition Centre v Darling Harbouru.

## Průběh soutěží
Soutěže probíhaly vyřazovacím způsobem - v „pavouku“ pro 64 šermířů a šermířek v individuálních soutěžích a pro 16 družstev v týmových.
Senzací soutěží se stal výpadek Sergije Golubyckého z Ukrajiny, který vyhrál od olympiády v Atlantě všechna tři mistrovství světa. Ve čtvrtfinále v Sydney ho ale porazil Korejec Kim Young-ho jasným výsledkem 15:5. Jediný Golubyckyj přitom nedostal od Kima sebemenší šanci - další tři zápasy vyhrál Kim 15:14 (včetně finále) a zbylý pátý 15:13.
V týmové soutěži se zopakovalo složení finále mistrovství světa 1999. Francie prohrávala 34:37 před duelem poslední dvojice, kterou tvořili Wang Chaj-pin a Jean-Noël Ferrari. Nervózní Wang, potrestaný jedním bodem i za protesty u rozhodčího, náskok ztratil a za stavu 44:44 rozhodoval jediný zásah, který si připsal Ferrari.
Ruský kordista Pavel Kolobkov získal svou pátou olympijskou medaili, ale teprve první zlatou. Finále družstev kordistů mezi Itálií a Francií bylo strhujícím dramatem. Před poslední dvojicí Alfredo Rota - Hugues Obry byl stav 38:36 pro Francii. Rota zaznamenal rychlé dva body a pak vyčkával na útok soupeře, který ale nepřišel. Čas doběhl a v prodloužení na jediný rozhodující zásah Rota vybojoval zlato. Jeho týmový kolega Angelo Mazzoni startoval v 39 letech na svých šestých olympijských hrách a získal svou třetí medaili. Zlato z předchozí olympiády v Atlantě obhájil ještě Maurizio Randazzo.
V soutěžích fleretistek vládly Italky, obsadily první, třetí a šesté místo. Jejich družstvo získalo třetí olympijské zlato v řadě, ve všech případech byla jeho členkou Giovanna Trilliniová.
Česká republika neměla v šermířských soutěžích zastoupení.

## Medailisté

### Muži
| Kategorie            | Zlato                                                                                    | Stříbro                                                                               | Bronz                                                                             |
| -------------------- | ---------------------------------------------------------------------------------------- | ------------------------------------------------------------------------------------- | --------------------------------------------------------------------------------- |
| Fleret – jednotlivci | Kim Jong-ho                                                                              | Ralf Bißdorf                                                                          | Dmitrij Ševčenko                                                                  |
| Kord – jednotlivci   | Pavel Kolobkov                                                                           | Hugues Obry                                                                           | I Sang-ki                                                                         |
| Šavle – jednotlivci  | Mihai Covaliu                                                                            | Mathieu Gourdain                                                                      | Wiradech Kothny                                                                   |
| Fleret – družstvo    | Francie (FRA) · Jean-Noël Ferrari · Brice Guyart · Patrice Lhôtellier · Lionel Plumenail | Čína (CHN) · Tung Čao-č' · Wang Chaj-pin · Jie Čchung · Čang Ťie*                     | Itálie (ITA) · Daniele Crosta · Gabriele Magni · Salvatore Sanzo · Matteo Zennaro |
| Kord – družstvo      | Itálie (ITA) · Angelo Mazzoni · Paolo Milanoli · Maurizio Randazzo · Alfredo Rota        | Francie (FRA) · Jean-François Di Martino · Hugues Obry · Éric Srecki · Robert Leroux* | Kuba (CUB) · Nelson Loyola · Carlos Pedroso · Iván Trevejo · Cándido Maya*        |
| Šavle – družstvo     | Rusko (RUS) · Sergej Šarikov · Alexej Frosin · Stanislav Pozdňakov · Alexej Ďačenko*     | Francie (FRA) · Mathieu Gourdain · Julien Pillet · Cédric Séguin · Damien Touya       | Německo (GER) · Dennis Bauer · Wiradech Kothny · Alexander Weber · Eero Lehmann*  |

### Ženy
| Kategorie            | Zlato | Stříbro                                                                                                   | Bronz                                                                               |
| -------------------- | --- | --- | ----------------------------------------------------------------------------------- |
| Fleret – jednotlivci | Valentina Vezzaliová · Itálie (ITA)                                                                        | Rita Königová · Německo (GER)                                                                             | Giovanna Trilliniová · Itálie (ITA)                                                 |
| Kord – jednotlivci   | Tímea Nagyová · Maďarsko (HUN)                                                                             | Gianna Hablützelová-Bürkiová · Švýcarsko (SUI)                                                            | Laura Flesselová-Colovicová · Francie (FRA)                                         |
| Fleret – družstvo    | Itálie (ITA) · Diana Bianchediová · Giovanna Trilliniová · Valentina Vezzaliová · Annamaria Giacomettiová* | Polsko (POL) · Sylwia Gruchałová · Magdalena Mroczkiewiczová · Anna Rybická · Barbara Wolnická            | Německo (GER) · Sabine Bauová · Rita Königová · Monika Weberová · Gesine Schielová* |
| Kord – družstvo      | Rusko (RUS) · Karina Aznavurianová · Oksana Jermakovová · Taťjana Logunovová · Marija Mazinová             | Švýcarsko (SUI) · Gianna Hablützelová-Bürkiová · Sophie Lamonová · Diana Romagnoliová · Tabea Steffenová* | Čína (CHN) · Li Na · Liang Čchin · Jang Šao-čchi · Liou Jin-čching*                 |

pozn.: Šermíř/ka s hvězdičkou jako náhradník do soubojů družstev nezasáhl a nebyla mu udělena olympijská medaile.

## Přehled medailí
| Pořadí | Země              | Zlato | Stříbro | Bronz | Celkově |
| ------ | ----------------- | ----- | ------- | ----- | ------- |
| 1.     | Itálie (ITA)      | 3     | 0       | 2     | 5       |
| 2.     | Rusko (RUS)       | 3     | 0       | 1     | 4       |
| 3.     | Francie (FRA)     | 1     | 4       | 1     | 6       |
| 4.     | Jižní Korea (KOR) | 1     | 0       | 1     | 2       |
| 5.     | Maďarsko (HUN)    | 1     | 0       | 0     | 1       |
| 5.     | Rumunsko (ROM)    | 1     | 0       | 0     | 1       |
| 7.     | Německo (GER)     | 0     | 2       | 3     | 5       |
| 8.     | Švýcarsko (SUI)   | 0     | 2       | 0     | 2       |
| 9.     | Čína (CHN)        | 0     | 1       | 1     | 2       |
| 10.    | Polsko (POL)      | 0     | 1       | 0     | 1       |
| 11.    | Kuba (CUB)        | 0     | 0       | 1     | 1       |